# Tim Sund
Tim Sund (* 4. März 1971 in Hohenlimburg) ist ein deutscher Jazzmusiker (Piano, Komposition).

## Leben und Wirken
Sund erhielt mit sechs Jahren ersten Musikunterricht; er begann mit dem klassischen Klavierspiel, als er acht Jahre alt war. Dann spielte er in der Hagener Rockband Tin Pan Alley.  Mit 15 Jahren entdeckte er den Jazz. Er nahm an Workshops bei Joanne Brackeen, Walter Norris, Bob Degen und Richie Beirach teil und gewann 1988 den 1. Preis im Landesentscheid Jugend jazzt. Er begann sein Studium an der Hochschule für Musik und Tanz Köln, bevor ihn Beirach 1993 zu einem Privatstudium nach New York holte. Nach dem Abschluss an der Kölner Musikhochschule 1995 folgte ein Masterstudium in klassischer Komposition an der Manhattan School of Music bei Ludmila Ulehla.
Bereits damals begleitete er Ernie Watts und hatte sein Debütalbum About Time aufgenommen. Bald folgte als zweite CD das Duo  Borderlands mit dem Saxophonisten Claudius Valk, die von Beirach produziert wurde. Mitte der 1990er Jahre komponierte er sein Klavierkonzert Towards the Lotus Shrine und spielte gemeinsam mit Valk die Uraufführung von Ulehlas Sonata for Improvisation. In New York gründete er sein Quintett mit Joel Frahm, Gregor Hübner, dem Bassisten Mark P. Brown und dem Schlagzeuger Andreas Griefingholt, mit dem 1997 das Album In the Midst of Change entstand.
Sund zog im Herbst 1997 nach Berlin, tourte aber weiter mit diesem Quintett, in dem Carlos Bica am Bass einwechselte. Als dessen zweites Album erschien 2000 The Rains from a Cloud Do not Wet the Sky. 2002 veröffentlichte er im Trio (mit Martin Lillich und Michael Kersting) das Album Trialogue. In den folgenden Jahren entstanden Soloproduktionen. Mit Tom Christensen und Tomas Ulrich entstand ein Quartett, das sich dem Third Stream widmete.
Um Rockeinflüsse sowie die Verwendung von Elektronik und Keyboards mit einzubeziehen, gründete er 2009 war es seine Band The Mighties Ever mit Valentin Gregor, Christian Kappe, Guilherme Castro und Kai Schoenburg, die 2011 das Album Now einspielte und bis heute aktiv ist. Weiterhin begleitete er Daniel Mattar und Erika Rojo (Das Lied, 1999).
Sund leitet den Fachbereich Tasteninstrumente an der Musikschule Charlottenburg-Wilmersdorf von Berlin und unterrichtet dort in der Studienvorbereitung Jazz die Fächer Klavier, Theorie, Gehörbildung, Musikgeschichte und Ensemblespiel.